# Martha oder Die Mischmonder Markt-Mägde-Miethung
Martha oder Die Mischmonder Markt-Mägde-Miethung ist eine parodierende Posse mit Gesang in 3 Acten von Johann Nestroy. Das Stück wurde am 25. Jänner 1848 anonym im Wiener Carltheater uraufgeführt und parodiert die Oper Martha oder Der Markt zu Richmond von Friedrich von Flotow.

## Inhalt
Die reiche Erbin Henriette klagt ihrer Vertrauten Nanny, dass sie von ihrem Leben und auch von ihren Verehrer, allen voran Wuklfort, gelangweilt sei. Nanny meint, nur eine echte Liebe könne sie daraus erlösen. Als die beiden Damen vom Mischmonder Jahrmarkt und seiner Attraktion, der Neuanmietung von Mägden, erfahren, beschließen sie, verkleidet hinzugehen. Der entsetzte Wuklfort, der sie als Pächter Veit begleiten soll, will ihnen dies ausreden:
„Himmel – Gnädige – Rücksicht, Societé, Landvolk, Skandal – Alles tanzt mir im Kopf herum. Belieben doch zu bedencken, wie so gar nicht standesmäßig – “ (I. Act, 4te Scene)
Plumpsack und sein Ziehbruder Leinöhl sprechen über die geheimnisvolle Herkunft des Letzteren, der vermutlich einen hochgestellten Vater gehabt habe. Als Plumpsack ihn auffordert, doch bei der Hofarbeit etwas fleißiger zu sein, wehrt Leinöhl ab:
„Nie! Durch Arbeitsamkeit würde sich unser Wohlstand vermehren, aus dem Wohlstand entstünde Reichthum. aus dem Reichthum entstünden höh're Wünsche, aus den Wünschen Unzufriedenheit – nein du verlo[c]kst mich nicht, ich bleib bey meinem stillbescheid'nen thatenlosen Wirckungskreis.“ (I. Act, 6te Scene)
Auf dem Jahrmarkt ist das Feilschen um die neuen Dienstverträge im Gange. Als ein Bauer wissen will, wie es überhaupt zu diesem Brauch gekommen sei, „erklärt“ ihm Leinöhl:
„Das is daher entstanden, weil es ein alter Brauch is, und von diesem alten Brauch schreibt sich die Mischmonder Marktmägdemiethung her.“ (I. Act, 8te Scene)
Als Henriette und Nanny, als Mägde verkleidet, ankommen, werden sie von den beiden Freunden sofort wohlwollend bemerkt. Henriette als waldbäurische Martha gefällt besonders Leinöhl, und Nanny als böhmische Aniczka sticht Plumpsack ins Auge. Wuklfort kann nicht verhindern, dass sie das Handgeld annehmen und sich damit zu einem halbjährigen Dienst verpflichten. Plumpsack und Leinöhl nehmen sie sofort mit auf den Pachthof, wo Plumpsacks Mutter Margret wegen ihrer Widerspenstigkeit ärgerlich wird. Henriette zerbricht zornig Leinöhls Pfeife, worauf dieser jammert:
„Und deßtwegen zerbrichst mir mein Silberb'schlagenen-frischwachsei[n]gelassenen-spiegelmassameerfamenen Kopf?!“ (II. Act, 3te Scene)
Als die vier jungen Leute in Streit kommen, weil die angeblichen Mägde sich gegen Zudringlichkeiten der Männer wehren, sperrt Margret ihre Söhne in eine Kammer. Der nachgeeilte Wuklfort hilft den beiden Damen bei der Flucht durch ein Fenster. Der Versuch der anderen Dienstboten, sie wieder einzufangen, misslingt.
Henriette hat einen Ausritt in die Nähe des Pachthofes arrangiert, weil sie immer an Leinöhl denken muss. Der zufällig dazukommende Plumpsack entdeckt Nanny, die er als Aniczka erkennt, und will sie mit Gewalt auf seinen Hof schaffen, aber die hinzukommenden Damen der Reitgesellschaft vertreiben ihn mit ihren Reitgerten. Auch Leinöhl erkennt Henriette, die er nicht vergessen konnte. Henriette leugnet zwar, Martha zu sein, aber durch Wuklforts und Nannys Dazwischentreten begreift Leinöhl endlich, dass er an der Nase herumgeführt worden war.
„Ha, die Böhmin – ? und sie sagt ‚Euer Gnaden‘ – !? – also allgemeine Maskerade war es – ein arrangiertes Wald-amüsement, ein Sommerlicher Faschingsjux!?“ (III. Act, 10te Scene)
Wütend gibt er der immer verlegener werdenden Henriette seine Verachtung zu erkennen und will von ihr nichts mehr wissen. Durch einen geheimnisvollen Brief stellt sich heraus, dass er in Wahrheit der Sohn eines verkrachten, aber inzwischen wieder rehabilitierten Bankiers von Osten ist, dessen Erbe er nun antreten kann. Nanny und Plumpsack versöhnen sich inzwischen, aber Nanny macht ihm klar, wer in Zukunft das Sagen haben wird:
„Weil sagen S' ‚Aniczka‘, jetzt bin ich wieder Böhmin, (hinter die Ohren deutend) ich hab' ich da. – “ (III. Act, 14te Scene)
Da Leinöhl noch immer alle Angebote Henriettes abweist, veranstaltet sie vor dem Pachthof einen nachgebauten Jahrmarkt, wo sie und Nanny in ihren Magdkostümen auftreten. Nun ist er bezwungen und sinkt ihr zu Füßen:
„O, lass' mich in Wonneersterbungshinsinkung vergeh'n!“ (III. Act, 21ste Scene)

## Werksgeschichte
Flotows Oper Martha wurde am 25. November 1847 im Wiener k.k. Hoftheater uraufgeführt. Sie erlebte einen begeisterten Zuspruch, auch die zeitgenössischen Kritiken waren überwiegend positiv, besonders die „Martha“, Dem. Anna Zerr wurde gelobt. Sowohl Johann Strauss (Vater) als auch Johann Strauss (Sohn) komponierten jeweils eine „Martha-Quadrille“.
Noch im selben Jahr schrieb Nestroy seine Parodie, die am 25. Jänner 1848 im Carltheater ihre Premiere hatte. Dies beweist den Zeitdruck, unter dem der Dichter stand, blieben nämlich von den zwei Monaten tatsächlich nur sechs Wochen für die Bearbeitung übrig, wenn man Textbeschaffung, Zensur und Bühnenproben abzieht. Nestroy wird zwar nirgends direkt als Dichter genannt, jedoch weisen die Reinschrift und die zahlreichen erhaltenen Vorarbeiten in seiner Handschrift eindeutig auf ihn hin.
Dieses Werk hat zwar die Handlung der Oper sowie die Schauplätze sehr genau beibehalten, sie aber wie bei Nestroy üblich in ein anderes Milieu versetzt. Deshalb mussten die meisten Rollen neu charakterisiert werden:
- Henriette von Harriet ist in der Parodie eine reiche Erbin, die Lady Harriet Durham der Oper ein Ehrenfräulein der Königin Anna (1665–1714)
- Chevalier Wuklfort ist im Original Seine Gnaden Tristan Mickleford, Lord des Parlaments
- Leinöhls geheimnisvoller verstorbener Vater wird vom Grafen Derby zum verkrachten Bankier von Osten, Leinöhl (in der Oper Lionel) selbst ist folgerichtig kein Erbe eines erlauchten Geschlechts
- Plumpsack ist zwar wie Plumkett ein reicher Pächter, aber seine in der Vorlage bereits verstorbene Mutter erlebt bei Nestroy ihre Bühnenpräsenz (die Zensur hätte wohl zwei Mädchen allein in einem Junggesellenhaushalt nicht zugelassen[29])
- die Mägde werden zu waldbäurischen und böhmischen Dienstboten, um das österreichische Kolorit zu unterstreichen

Die anderen Figuren werden beibehalten, lediglich ihr Milieu, eine nicht näher bezeichnete österreichische Gegenwart, wird der Parodie angepasst.
Die schon in der Vorlage allzu operettenhaft angelegte zweite gestellte Jahrmarktsszene (Dritter Akt, achtzehnte Szene) wird durch die Umarbeitung noch sinnbefreiter. Sie stammt aus dem Flotows Oper zugrundeliegendem Ballett Lady Harriett ou la servante de Greenwich (Lady Harriett oder die Magd von Greenwich) von 1844, dessen ersten Akt ebenfalls Flotow komponiert hatte. Hier dient diese Szene zur Heilung der Wahnvorstellungen Lionels und hat somit einen dramaturgischen Zweck, der in Oper und Parodie wegfällt.
Johann Nestroy spielte den Leinöhl, Wenzel Scholz den Plumpsack, Alois Grois den Chevalier Wuklfort, Friedrich Hopp den Richter. Das Stück hatte keinen Erfolg und wurde nach nur drei direkt aufeinander folgenden Vorstellungen wieder abgesetzt.
Eine Originalhandschrift Nestroys mit dem Titel Martha oder Die Mischmonder-Markt-Mägde-Mietung. Parodierende Posse mit Gesang in 4 Acten. ist erhalten. Sie ist fast vollständig, allerdings ohne den Text des Quodlibets (Dritter Akt, zwölfte Szene), sowie dem Monolog und Couplet Leinöhls (Dritter Akt, siebzehnte Szene), die nur angedeutet werden. Die auf dem Umschlagblatt angeführte Gliederung in vier Akte ist nicht ausgeführt, es blieb bei drei. Einige Manuskriptbogen Nestroys mit Vorarbeiten, Entwürfen und Konzepten sind aus seinem Nachlass überliefert.
Die verschiedenen Vorarbeiten tragen abwechselnd den Titel Martha oder Die Mischmonder Markt Mägde Miethung, Martha oder Die Mischmonder-Markt-Mägde-Miethung, Martha oder Die Mischmondermarktmägdemiethung, Martha oder der Jahrmarkt zu Frischmond und auch Martha oder Die Mägdemiethung auf dem Markt zu Mischmond.
Die Original-Partitur von Michael Hebenstreit, eventuelle Abschriften und damit die Musik des Stückes sind verschollen (siehe dazu auch das Kapitel Zeitgenössische Rezeption, letzter Absatz). Zwei Musikstücke aus der Oper verwendete Nestroy auch in Quodlibets seiner Possen Höllenangst und Sie sollen ihn nicht haben.
Eine weitere Parodie auf Flotows Oper erschien fast ein Jahr später unter dem Titel Martl, oder Der Portiunculatag in Schnabelhausen von Alois Berla, die Musik stammte von Franz von Suppè. Premiere war am 16. Dezember 1848 im Theater an der Wien als Benefiz für Karl Mathias Rott und Karl Treumann, war jedoch kein Erfolg und wurde, genau wie Nestroys Parodie, nur dreimal aufgeführt.

## Zeitgenössische Rezeption
Nestroys Parodie missfiel sowohl dem Publikum als auch der Kritik und hatte deshalb eine, bis auf wenige wohlwollende Ausnahmen, ablehnende Presse.
In der Wiener Theaterzeitung von Adolf Bäuerle, zwar Nestroy stets gewogen, hier aber in Unkenntnis des Autors, stand am 27. Jänner 1848 (Jahrgang 41, Nr. 23, S. 93):
„Es ist aber nur eine gewöhnliche Keckheit, daß der Text der Oper Szene für Szene ins Gemeine übersetzt ist und daß der poetische Duft und der Zauber der Natürlichkeit, welcher über der Musik der Oper ‚Martha‘ gelagert ist, hier mit täppischer Hand abgestreift wurde. Und das soll eine Parodie sein!“
Sehr gelobt wurden dagegen die Darsteller, die Bühnenausstattung und die Kostüme.
Der Humorist von Moritz Gottlieb Saphir schrieb am selben Tage (Jahrgang 12, Nr. 23, S. 90) über die Enttäuschung des Martha-närrischen Wiener Publikums:
„Den auf das Höchste hinaufgeschraubten Anforderungen konnte die Martha-Posse freilich nicht genügen; und die Martha-Enthusiasten wagten einen kühnen Oppositionsversuch an der Martha-Posse, den aber Nestroy und Scholz tapfer durch die Riesenkraft ihrer Komik abwehrten. Die Martha-Posse wurde gerettet!“
Im Wanderer schrieb der Redakteur einen humorvollen Bericht über die Unmöglichkeit, eine Karte für die Premiere zu bekommen, stellte aber dann fest, „daß er nichts dabei verlor.“
In der Allgemeinen musikalischen Zeitung (27. Jänner, Jahrgang 8, Nr. 12, S. 46) wurde besonders über Hebenstreits (heute verschollene) Musik berichtet:
„Herr Hebenstreit benützte das Bischen Terrain, das ihm hier geboten ward, mit möglichstem Geschick. Als die gelungensten Piecen lassen sich folgende bezeichnen: Die Ouvertüre; ein Entreakt mit einem schön vorgetragenen Trompeten- und einem unschön geblasenen Horn-Solo, das Spinnquartett, bei welchem eine bekannte Vokalmelodie mit glücklichem Humor angebracht ist und ein von Herrn de Marchion mit kecker Laune gesungenes Weinlied.“

## Spätere Interpretationen
Helmut Ahrens stellt fest, Nestroy habe auf Bitte seines Direktors Carl Carl, der bei ihm stets um zugkräftige Bühnenstücke anfragte, seine Parodie Martha geschrieben. Die erst jüngst aufgeführte, populäre Oper von Flotow schien ihm dazu geeignet. Nestroy sei, was ihm an sich selten passiere, durch die eigene Hast zu Fall gekommen. Das „Werklein [sei] allzu hastig verfaßt, ist nicht übermäßig heiter und erlebte […] nur drei Vorstellungen.“ Den Durchfall scheine er allerdings erwartet zu haben, denn er nahm ihn offenbar nicht schwer.
Nach Otto Rommel schrieb Nestroy diese Parodie, weil er an frühere derartige Erfolge anknüpfen wollte. Deshalb habe Nestroy versucht, die Flotow-Oper in den Stil der älteren Wiener Parodie durch Übersetzung der Handlung ins Gemütlich-Österreichische zu übertragen. Er sei damit aber gänzlich durchgefallen. Rommel nennt in seinem Werkeverzeichnis das Stück übrigens ebenfalls dreiaktig.
Bei Brukner/Rommel wird angemerkt, dass es sich eigentlich um eine Travestie handle, da das Stück eher deren Kriterien als diejenigen einer Parodie erfülle, nämlich die Beibehaltung des Inhalts der Vorlage unter gleichzeitiger stilistischer Transformation.
Franz H. Mautner nennt das Stück „gerade noch gut genug für einen Faschingsscherz“ und schreibt weiter:
„Die Handlung ist ins Bäurische versetzt, mäßig burlesk, Marthas Charakter vergröbert; da und dort kommen Anspielungen auf die elenden wirtschaftlichen Zustände der Zeit vor.“
Friedrich Walla meint, dieses Werk habe zwar auch die für den Dichter bezeichnenden „dunken Seiten“, sei aber dennoch kein typisch satirisch-witziger Nestroy geworden. Dennoch wäre das Stück nicht ohne Reiz und könnte auch heute noch mit guter Besetzung und Inszenierung ein gefälliges Faschings- oder Sommertheater abgeben.